# IONIS Education Group
IONIS Education Group er en gruppe af private videregående uddannelsesinstitutioner i Frankrig. 
Gruppen blev oprettet i 1980 og  havde i 2023 mere end 35.000 studerende og 100.000 alumner. 
29 skoler er medlemmer af gruppen.

## Medlemmer

### IONIS Institute of Business
- Institut supérieur de gestion
- ISG Luxury Management
- ISG RH
- ISG Sport Business Management
- ISEG marketing and communication school
- ICS bégué
- Institut supérieur européen de formation par l'action
- MOD'SPE Paris
- XP, the international esport & gaming school

### IONIS Institute of Technology
- Concours Advance
- École pour l'informatique et les techniques avancées
- IA Institut
- École spéciale de mécanique et électricité
- École pour l'informatique et les nouvelles technologies
- Institut polytechnique des sciences avancées
- Sup'Biotech
- E-Artsup
- Epitech Digital
- Epitech Executive
- IONIS School of Technology and Management
- Coding Academy
- SecureSphere by EPITA
- Supinfo
- Web@cademie

### IONIS Education Solutions
- École des technologies numériques appliquées
- Fondation IONIS
- IONIS 361
- IONISx
- PHG Academy

## Ekstern henvisning
- Uddannelsernes websted (engelsk) (fransk)

48°51′38″N 2°21′34″Ø / 48.8605994°N 2.3594958°Ø